# Odontocymbiola
Odontocymbiola is een geslacht van weekdieren uit de klasse van de Gastropoda (slakken).

## Soorten
- Odontocymbiola americana (Reeve, 1856)
- Odontocymbiola diannae T. Cossignani, Allary & P. G. Stimpson, 2021
- Odontocymbiola magellanica (Gmelin, 1791)
- Odontocymbiola pescalia Clench & R. D. Turner, 1964
- Odontocymbiola simulatrix Leal & Bouchet, 1989

### Synoniemen
- Odontocymbiola canigiai Vasquez & Caldini, 1992 => Odontocymbiola magellanica (Gmelin, 1791)
- Odontocymbiola rucciana Vazquez & Caldini, 1990 => Odontocymbiola pescalia Clench & R. D. Turner, 1964
- Odontocymbiola subnodosa (Leach, 1814) => Odontocymbiola magellanica (Gmelin, 1791)